# Bella and the Bulldogs
Bella and the Bulldogs er en amerikansk tv-serie i 40 afsnit fordelt på to sæsoner, der blev skabt af Jonathan Butler og Gabriel Garza. Første sæson på 20 afsnit blev sendt på Nickelodeon fra 17. januar til 30. maj 2015, idet de to første afsnit blev slået sammen til et. Anden sæson med ligeledes 20 afsnit blev sendt fra 30. september 2015 til 25. juni 2016. De medvirkende tæller blandt andet Brec Bassinger, Coy Stewart, Jackie Radinsky, Buddy Handleson, Lilimar, Haley Tju og Rio Mangini.
Serien følger cheerleaderen Bella Dawson, hvis liv i Texas tager en uventet drejning, da hun rekrutteres som den nye quarterback på hendes skoles hold i amerikansk fodbold, Bulldogs. Til at begynde med vil resten af holdet ikke have hende med som quarterback, men efterhånden kommer de til at acceptere hende.

## Afsnit
| Sæson | Sæson | Afsnit | Oprindelig sendt   | Oprindelig sendt |
| Sæson | Sæson | Afsnit | Start              | Slut             |
| ----- | ----- | ------ | ------------------ | ---------------- |
|       | 2     | 29     | 17. januar 2015    | 30. maj 2015     |
|       | 1     | 19     | 30. september 2015 | 25. juni 2016    |

## Medvirkende
Formater efter Hovedpersoner, øvrige og tilbagevendende personer. Tilbagevendende personer (på engelsk "Recurring characters") er personer der optræder i flere men ikke alle afsnit
- Brec Bassinger som Bella Dawson - Den nye quarterback på skoleholdet, Bulldogs. Hun har problemer med at kombinere sit gamle liv som cheerleader med det nye som amerikansk fodbold-spiller.
- Coy Stewart som Troy Dixon - Den hidtidige quarterback hos Bulldogs. Til at begynde med mener han ikke at piger kan spille amerikansk fodbold og forsøger at få Bella væk fra holdet, men senere bliver de venner.
- Jackie Radinsky som Sawyer Huggins - Et medlem af Bulldogs. Han bor på en ranch og kender til alt, hvad der har med cowboys at gøre.
- Buddy Handleson - Newt Van Der Rohe - En spiller der ikke er særlig god, og som kun er med i Bulldogs, fordi hans far ville have det.
- Sophie Delarosa - En cheerleader og Bellas bedste veninde. Hun har ni brødre og klarer altid at sætte sig igennem overfor dem.
- Pepper Silverstein - En cheerleader og bedste veninde med Bella.
- Ace McFumbles - En rapporter på skole-tv, der ofte går til grænsen i jagten på nye historier.
- Russell - Bulldogs træner der tror på Bellas evner og giver hende pladsen på holdet. Han mener, at en god spiller lukker sine følelser så meget ude før en kamp, at de ikke kan påvirke vedkommende.
- Annie Tedesco som Carrie Dawson, Bellas mor.
- Kyle - En gammel ven af Bella. Da Bella hører, at Kyle flytter væk, bliver hun trist.
- Charlotte Newman - Bellas rival. Hun var sammen med Kyle, men senere kommer hun sammen med Troy. Bella bemærker, at Charlotte kun benytter Troy for at gøre Bella misundelig.

### Andre
- Haley Tju - Pepper
- Lilimar Hernandez - Sophie
- Rio Mangini - Ace
- Dorien Wilson - Coach Russell
- Ryan Stewart - Rico Hills
- Johnnie Ladd - Charlotte Newman
- Jovan Armand - Ricky Delarosa
- Sully Zack - Dan
- Casey Sander - Mack Scully

## Modtagelse

### Kritikere
Robert Lloyd fra Los Angeles Times skrev, at Bella and the Bulldogs er en godt lavet serie. Han fremhævede, at serien handlede om bevidsthed om køn, her for eksempel at en pige også kan spille amerikansk fodbold. Den er dog ikke fordomsfri, som det ses af Peppers reaktion - Bella kan komme til skade, eller værre, spilledragten ser dårlig ud. Derudover faldt det i øjnene, at serien som typisk for genren benytter skuespillere fra flere racer.